# Priego
Priego település Spanyolországban, Cuenca tartományban. Priego Alcantud, Albendea és Cañamares községekkel határos. Lakosainak száma 925 fő (2024).

## Népesség
A település népessége az utóbbi években az alábbiak szerint változott:
| Lakosok száma | 1045 | 1052 | 1102 | 1138 | 1133 | 1043 | 973  | 896  | 892  | 925  |
|               | 2001 | 2004 | 2006 | 2009 | 2011 | 2014 | 2016 | 2019 | 2021 | 2024 |